# باك تشول جين
باك تشول جين (بالإنجليزية: Pak Chol-Jin) (مواليد 5 سبتمبر 1985 في بيونيانغ) لاعب كرة قدم كوري شمالي يلعب حاليا لصالح نادي أمروكغانغ الكوري الشمالي .

## روابط خارجية
- باك تشول جين على موقع الاتحاد الدولي (مؤرشف)  (الإنجليزية)
- باك تشول جين على موقع قاعدة بيانات كرة القدم.إي يو (الإنجليزية)
- باك تشول جين على موقع ناشيونال فوتبول تيمز (الإنجليزية)
- باك تشول جين على موقع عالم كرة القدم.نت (الإنجليزية)